# Aubergina hesychia
Aubergina hesychia is een vlinder uit de familie van de Lycaenidae. De wetenschappelijke naam van de soort werd als Thecla hesychia in 1887 gepubliceerd door Godman & Salvin.